# Boris Şyhmyradow
Boris Orazowiç Şyhmyradow (russisch Бори́с Ора́зович Шихмура́дов, Boris Orasowitsch Schichmuradow; * 25. Mai 1949 in Aşgabat, Turkmenische Sozialistische Sowjetrepublik, UdSSR) war ein turkmenischer Politiker und ehemaliger Außenminister Turkmenistans zwischen 1995 und 2000. Im Jahr 2002 wurde er der Verschwörung gegen den damaligen Präsidenten Saparmyrat Nyýazow beschuldigt und zu lebenslanger Haft verurteilt. Über sein Leben nach dem Haftantritt ist praktisch nichts bekannt. Es ist unklar, ob er noch lebt.

## Werdegang
Şyhmyradow schloss 1966 eine russische Schule in Aşgabat ab und studierte anschließend Journalismus an der Lomonossow-Universität Moskau. Zwischen 1971 und 1986 war er an der Akademie der pädagogischen Wissenschaften der UdSSR als Journalist tätig. Gleichzeitig arbeitete Şyhmyradow noch bis 1991 in den sowjetischen Botschaften in Pakistan und Indien. 1986 erwarb er einen weiteren akademischen Abschluss von der Diplomatischen Akademie des Außenministeriums der UdSSR.
Nachdem Turkmenistan seine Unabhängigkeit von der Sowjetunion erklärt hatte, wurde Şyhmyradow zum stellvertretenden Außenminister und stellvertretenden Vorsitzenden des Ministerrats der jungen Republik ernannt. 1995 stieg er zum Außenminister des Landes auf. Parallel wurde er zum Sonderbeauftragten des turkmenischen Präsidenten für die Rechtsstatusfragen des Kaspischen Meeres und Afghanistan berufen. Außerdem diente er als Rektor des Nationalen Instituts Turkmenistans für Sport und Tourismus sowie als Präsident des Olympischen Komitees von Turkmenistan.
2001 wurde Şyhmyradow als Botschafter in die Volksrepublik China entsandt. Doch im November desselben Jahres kündigte er seinen Gang in die offene Opposition gegen Nyýazow an und gründete die Demokratische Volksbewegung Turkmenistans.
Am 25. November 2002 wurde auf Nyýazow ein erfolgloses Attentat verübt. Şyhmyradow wurde vorgeworfen, als Hauptdrahtzieher hinter dem Komplott gestanden zu haben. Am 25. Dezember wurde der Beschuldigte, der sich zu diesem Zeitpunkt in Aşgabat aufhielt, festgenommen. Nur fünf Tage später wurde er vom Obersten Gerichtshof Turkmenistans zu 25 Jahren Freiheitsstrafe verurteilt. Kurze Zeit nach der Urteilsverkündung wurde die Anklageschrift geändert und Şyhmyradow wegen des Hochverrats mit lebenslanger Haft bestraft.
Nach Nyýazows Tod im Dezember 2006 wurde sein Nachfolger Gurbanguly Berdimuhamedow während seines Besuchs an der Columbia University im September 2007 nach dem Schicksal Şyhmyradows gefragt. Berdihumamedow sagte, er glaube, Şhymyradow und Batyr Berdiyews (ein weiterer verurteilter Politiker) seien noch am Leben. Seitdem fehlen jegliche Lebenszeichen von Şhymyradow und Informationen über seine Haftbedingungen.